# Nicole Abar

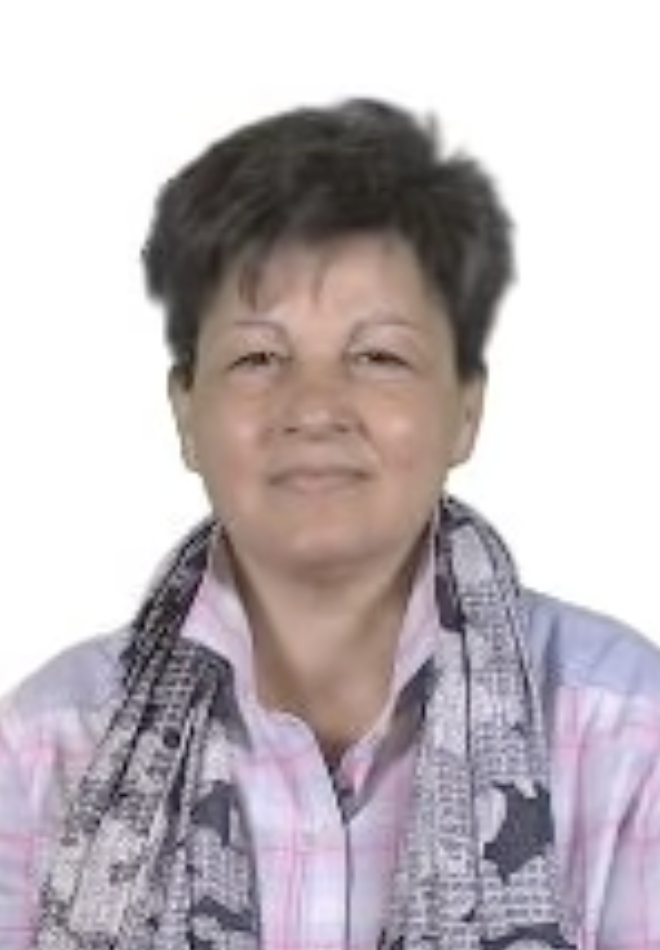
Nicole Abar, 2015

Nicole Abar (* 5. Juli 1959 in Toulouse) ist eine ehemalige französische Fußballspielerin.

## Vereinskarriere
Nicole Abar trat als 11-Jährige einem Vorortverein in Toulouse bei, in dem sie in einer aus Jungen und Mädchen gemischten Mannschaft spielte, nachdem der französische Verband FFF Anfang des Jahres 1970 gerade erst den Frauenfußball legalisiert hatte. 1976 wechselte sie in die Frauschaft der benachbarten US Colomiers. Von dort holte der zum dritten Mal in Folge französischer Meister gewordene Stade Reims die Stürmerin 1977 in den Norden des Landes. Obwohl sie in diesem Jahr ihr erstes Länderspiel für Frankreich bestritten hatte (siehe unten), hatte sie es dort anfangs schwer, sich gegen Konkurrentinnen wie Isabelle Musset, Marie-Bernadette Thomas oder Armelle Binard durchzusetzen; deshalb fehlte ihr Name 1978 und 1979 auch in der Aufstellung, als Reims jeweils die Meisterschaftsendspiele gegen die AS Étrœungt verlor. Ein Jahr später hatte sie sich allerdings durchgesetzt und gewann ihren ersten Titel, zu dem sie im Finale gegen die ASJ Soyaux auch gleich einen Treffer beisteuerte – ebenso wie 1981, als ihr Tor aber nicht ausreichte und Reims’ Frauen im Elfmeterschießen erneut gegen Étrœungt unterlagen. 1982 folgte dann Nicole Abars zweiter Meistertitel, wobei sie im Endspiel diesmal leer ausging. Danach endete die Dominanz ihrer Mannschaft, die in den folgenden beiden Jahren jeweils bereits im Viertelfinale der Meisterschaft ausschied.
1984 wechselte Nicole Abar zu La Vie au Grand Air (oder kurz VGA) de Saint-Maur, wohin es auch einige andere ihrer Mitspielerinnen bei Stade Reims gezogen hatte, etwa Thomas, Marie-Agnès Annequin und Élisabeth Loisel. Die Frauschaft aus der Nähe von Paris beherrschte in den 1980er Jahren den französischen Frauenfußball, wie Reims es zuvor getan hatte, und so fehlte die Angreiferin zwar noch im Meisterschaftsendspiel 1985, aber 1986, 1987, 1988 und 1990 vergrößerte Abar ihre Trophäensammlung beachtlich. Insbesondere mit ihrer Offensivpartnerin Régine Mismacq harmonierte sie vorzüglich. Dabei hatte sie in den Finals außer 1988 mit jeweils zwei eigenen Treffern erheblich dazu beigetragen, dass VGA Saint-Maur Stade Reims als Rekordmeister Frankreichs ablöste. Nach drei weiteren Jahren, das letzte davon als Tabellendritte in der neu eingeführten ersten Liga (Championnat National 1 A), beendete die inzwischen 34-jährige Nicole Abar ihre Karriere auf höchstem Niveau mit sechs Meistertiteln – einen Sieg im Frauen-Landespokal konnte sie seinerzeit nicht erringen, weil dieser Wettbewerb in Frankreich erst 2001 eingeführt wurde –, spielte aber anschließend noch zwei Saisons bei kleinen Klubs aus dem südlichen Pariser Umland.

### Stationen
- US Colomiers (1976/77)
- Stade Reims (1977–1984)
- VGA Saint-Maur (1984–1993)
- ASPTT Villecresnes (1993/94)
- FC Le Plessis-Robinson (1994/95)

## Nationalspielerin
Im April 1977 berief Pierre Geoffroy, der etwas später in Reims auch Abars Vereinstrainer werden sollte, die Stürmerin zu einem Länderspiel gegen die Schweiz in die französische Nationalelf. Im September 1978 und im Februar 1979 – bereits unter Francis Coché, Geoffroys Nachfolger als Nationalcoach – folgten ihre nächsten Auftritte im blauen Dress. Das war nicht nur den Umstellungsschwierigkeiten der Spielerin bei ihrem neuen Klub geschuldet, sondern auch der Tatsache, dass es in der Frühzeit des Frauenfußballs im Vergleich zum 21. Jahrhundert nur drei bis vier internationale Begegnungen jährlich gab.
Für Nicole Abar dauerte die anschließende Länderspielpause allerdings bis zum Mai 1982. Bei ihrem Comeback erzielte sie bei der 1:2-Auswärtsniederlage gegen die Norwegerinnen den französischen Treffer und kam bis März 1985 zu sieben weiteren Einsätzen. Im Februar 1985 beim französischen 1:1 in Verona gegen Italien konnte Abar ihren zweiten Treffer für die Bleues feiern. Die letzten drei ihrer insgesamt 14 A-Länderspiele bestritt sie zwischen Mai 1986 und April 1987. Diese „Abschiedspartie“ fand, wie schon Abars Debüt zehn Jahre zuvor, erneut gegen die Schweizerinnen statt, gegen die sie insgesamt viermal aufgeboten wurde. Aimé Mignot, der Coché 1987 auf dem Trainerposten ablöste, griff trotz ihrer Erfolge im Vereinstrikot anschließend nicht mehr auf die Torjägerin zurück.

## Palmarès
Französische Meisterin: 1980, 1982 (mit Reims), 1986, 1987, 1988, 1990 (mit Saint-Maur)

## Leben nach der Zeit als Sportlerin
In den frühen 2010er Jahren lebt Nicole Abar wieder in Toulouse. Sie arbeitet dort bei der Regionsverwaltung von Midi-Pyrénées im Jugend- und Sportbereich.